# Ruda Białaczowska
Ruda Białaczowska – wieś w Polsce, położona w województwie świętokrzyskim, w powiecie koneckim, w gminie Gowarczów.
| SIMC    | Nazwa  | Rodzaj    |
| ------- | ------ | --------- |
| 0620872 | Buk    | część wsi |
| 0620889 | Młyn   | część wsi |
| 0620895 | Zastaw | część wsi |

W latach 1975–1998 weś administracyjnie należała do województwa radomskiego.
Wierni kościoła rzymskokatolickiego należą do parafii Świętych Apostołów Piotra i Pawła w Gowarczowie.